# Магнет (митологија)
Магнет је у грчкој митологији било име више личности.

## Митологија
1. Аргов и Перимелин син, по коме је област у Тесалији названа Магнезија. Његов син је био Хименеј.[1]
2. Зевсов и Тијин син, Македонов брат.[1][2]
3. Еолов и Енаретин син, Полидектов и Диктисов отац, а које је имао са једном најадом. Према неким изворима, његова супруга је била Филодика, а синови Еурином и Ејонеј, али је према Еустатију његова супруга била Мелибеја, а син Алектор. Он је Магнезију назвао према себи, а граду Мелибеји је дао име према својој супрузи.[1] Неки извори изједначавају овог и претходног Магнета. Такође му приписују и сина Пијера. О њему су писали Аполодор, Хесиод и Паусанија.[3]
4. Аполодор је поменуо једног од Пенелопиних просилаца са овим именом из Закинтоса.[4]